# Гуджарати
Гуджарати е името на централноазиатско племе, достигнало Индия по време на хунското нашествие през 4 - 5 век.
Гуджарати се установява в Раджастан - Западна Индия.
Антрополозите предполагат, че племето е предшественик на пратихарите.